# Literatura ávara
A literatura ávara é a parte literária do idioma ávaro.

## História
O auge da literatura ávara (especialmente a ficção) foi logo após a Revolução Russa, muito por conta de que muitos trabalhos foram encomendados pelo partido. Atualmente, boa parte dos jovens falantes nativos da língua ávara estão migrando para uma segunda língua, o que no futuro poderá acarretar o desaparecimento da língua e da literatura ávara.
Especialistas em ávaro são formados na Universidade Estadual do Daguestão em Makhatchkala.

## Principais escritores
Os principais nomes da literatura ávara são Zayed Hajiyev, Rasul Gamzatov, Mashidat Gairbekova, Fazu Aliyev, Adallo Ali, e Tajutdin (Chanka).

## Principais obras
Entre as obras mais conhecidas, deve-se destacar a popular “Canção de Khochbar” e “Heróis em casacos de pele”, do escritor Rajab Din-Magomayev.
- Aliev, Fazu Hamzatovna (1932-2016)
- Gadzhiev, Zagid Gadzhievich (1898-1971)
- Gamzatov, Rasul (1923-2003)
- Magomedov, Musa Abdulaevich (1926-1997)
- Mahmud de Kahab-Roso (Magomedov, Mahmud) (cerca de 1870-1919)
- Tsadasa, Gamzat (1877-1951)